# Mendon (Illinois)
Pour les articles homonymes, voir Mendon (homonymie).
Mendon est un village du comté d'Adams dans l'Illinois, aux États-Unis,. Il est fondé en 1833, sous le nom de Fairfield, mais comme il existait déjà une autre ville portant ce nom dans l'Illinois, le village a du changer de nom,. Il est incorporé le 15 juillet 1891.

## Démographie
Lors du recensement de 2010, le village comptait une population de 953 habitants. Elle est estimée, en 2016, à 942 habitants.

## Source de la traduction
- (en) Cet article est partiellement ou en totalité issu de l’article de Wikipédia en anglais intitulé « Mendon, Illinois » (voir la liste des auteurs).